# Ateliotum petrinella
Ateliotum petrinella är en fjärilsart som beskrevs av Herrich-Schäffer. Ateliotum petrinella ingår i släktet Ateliotum och familjen äkta malar. Inga underarter finns listade i Catalogue of Life.